# Dróbini
Dróbini (en rus: Дробины) és un poble del krai de Perm, a Rússia, que pertany al districte rural de Bolxessosnovski. El 2010 tenia 37 habitants.